# Milan-San Remo 2000
L'édition 2000 de la course cycliste Milan-San Remo s'est déroulée le samedi 18 mars 2000 et a été remportée au sprint par Erik Zabel, déjà vainqueur de l'épreuve en 1997 et 1998. C'est la troisième de ses quatre victoires à San Remo.
La course disputée sur un parcours de 294 kilomètres est la première manche de la Coupe du monde de cyclisme sur route 2000.

## Présentation

### Parcours
Les coureurs traversent trois régions du nord de l'Italie : la Lombardie, le Piémont et la Ligurie. Partis de Milan, ils passent par Vigevano, entent au Piémont, traversant Valenza et Alessandria puis une première hauteur, à Niella Belbo (785 m). Le sommet de la course est le col de Nava, à 936 m, et en Ligurie, les coureurs rejoignent la mer à Cipressa, passent par le Poggio, et arrivent Via Roma à Sanremo.

### Équipes
Milan-San Remo figure au calendrier de la Coupe du monde de cyclisme sur route 2000.
On retrouve un total de 25 équipes au départ, 22 faisant partie des GSI, la première division mondiale, et les trois dernières des GSII, la seconde division mondiale.
| Groupes sportifs I (22)- Lotto-Adecco - AG2R Prévoyance - Banesto - Cofidis-Le Crédit par Téléphone - Farm Frites - Fassa Bortolo - Festina - Kelme-Costa Blanca - La Française des jeux - Lampre-Daikin - Liquigas-Pata - Mapei-Quick Step - Memory Card-Jack & Jones - Mercatone Uno-Albacom - ONCE-Deutsche Bank - Polti - Rabobank - Saeco-Valli & Valli - Deutsche Telekom - US Postal Service - Vini Caldirola-Sidermec - Vitalicio Seguros-Grupo Generali Groupes sportifs II (3)- Amica Chips-Tacconi Sport - Cantina Tollo-Regain - Mobilvetta-Rossin |
| |

## Classements

### Classement de la course
| \| Classement général \| Classement général \| Classement général \| Classement général \| Classement général \| \| Coureur \| Coureur \| Pays \| Équipe \| Temps \| \| ------------------ \| ------------------ \| ------------------ \| -------------------------------- \| ------------------ \| \| 1er \| Erik Zabel \| Allemagne \| Deutsche Telekom \| 7 h 11 min 29 s \| \| 2e \| Fabio Baldato \| Italie \| Fassa Bortolo \| + 0 s \| \| 3e \| Óscar Freire \| Espagne \| Mapei-Quick Step \| + 0 s \| \| 4e \| Zbigniew Spruch \| Pologne \| Lampre-Daikin \| + 0 s \| \| 5e \| Sergueï Ivanov \| Russie \| Farm Frites \| + 0 s \| \| 6e \| Jo Planckaert \| Belgique \| Cofidis-Le Crédit par Téléphone \| + 0 s \| \| 7e \| Stefano Garzelli \| Italie \| Mercatone Uno-Albacom \| + 0 s \| \| 8e \| Rolf Sørensen \| Danemark \| Rabobank \| + 0 s \| \| 9e \| Romāns Vainšteins \| Lettonie \| Vini Caldirola-Sidermec \| + 0 s \| \| 10e \| Bo Hamburger \| Danemark \| Memory Card-Jack & Jones \| + 0 s \| \| 11e \| Laurent Jalabert \| France \| ONCE-Deutsche Bank \| + 0 s \| \| 12e \| Elio Aggiano \| Italie \| Vitalicio Seguros-Grupo Generali \| + 0 s \| \| 13e \| Enrico Cassani \| Italie \| Polti \| + 0 s \| \| 14e \| Markus Zberg \| Suisse \| Rabobank \| + 0 s \| \| 15e \| Johan Museeuw \| Belgique \| Mapei-Quick Step \| + 0 s \| \| 16e \| Andreas Klier \| Allemagne \| Farm Frites \| + 0 s \| \| 17e \| Andrea Ferrigato \| Italie \| Fassa Bortolo \| + 0 s \| \| 18e \| Andreï Tchmil \| Belgique \| Lotto-Adecco \| + 0 s \| \| 19e \| Marc Wauters \| Belgique \| Rabobank \| + 0 s \| \| 20e \| Dimitri Konyshev \| Russie \| Fassa Bortolo \| + 0 s \| |                   |           |                                  |                 |
| |                   |           |                                  |                 |
| |                   |           |                                  |                 |
| Classement général |                   |           |                                  |                 |
| Coureur | Coureur           | Pays      | Équipe                           | Temps           |
| 1er | Erik Zabel        | Allemagne | Deutsche Telekom                 | 7 h 11 min 29 s |
| 2e | Fabio Baldato     | Italie    | Fassa Bortolo                    | + 0 s           |
| 3e | Óscar Freire      | Espagne   | Mapei-Quick Step                 | + 0 s           |
| 4e | Zbigniew Spruch   | Pologne   | Lampre-Daikin                    | + 0 s           |
| 5e | Sergueï Ivanov    | Russie    | Farm Frites                      | + 0 s           |
| 6e | Jo Planckaert     | Belgique  | Cofidis-Le Crédit par Téléphone  | + 0 s           |
| 7e | Stefano Garzelli  | Italie    | Mercatone Uno-Albacom            | + 0 s           |
| 8e | Rolf Sørensen     | Danemark  | Rabobank                         | + 0 s           |
| 9e | Romāns Vainšteins | Lettonie  | Vini Caldirola-Sidermec          | + 0 s           |
| 10e | Bo Hamburger      | Danemark  | Memory Card-Jack & Jones         | + 0 s           |
| 11e | Laurent Jalabert  | France    | ONCE-Deutsche Bank               | + 0 s           |
| 12e | Elio Aggiano      | Italie    | Vitalicio Seguros-Grupo Generali | + 0 s           |
| 13e | Enrico Cassani    | Italie    | Polti                            | + 0 s           |
| 14e | Markus Zberg      | Suisse    | Rabobank                         | + 0 s           |
| 15e | Johan Museeuw     | Belgique  | Mapei-Quick Step                 | + 0 s           |
| 16e | Andreas Klier     | Allemagne | Farm Frites                      | + 0 s           |
| 17e | Andrea Ferrigato  | Italie    | Fassa Bortolo                    | + 0 s           |
| 18e | Andreï Tchmil     | Belgique  | Lotto-Adecco                     | + 0 s           |
| 19e | Marc Wauters      | Belgique  | Rabobank                         | + 0 s           |
| 20e | Dimitri Konyshev  | Russie    | Fassa Bortolo                    | + 0 s           |

### Classement UCI
La course attribue des points à la Coupe du monde de cyclisme sur route 2000 selon le barème suivant :
| Position           | 1er | 2e | 3e | 4e | 5e | 6e | 7e | 8e | 9e | 10e | 11e | 12e | 13e | 14e | 15e | 16e | 17e | 18e | 19e | 20e | 21e | 22e | 23e | 24e | 25e |
| Classement général | 100 | 70 | 50 | 40 | 36 | 32 | 28 | 24 | 20 | 16  | 15  | 14  | 13  | 12  | 11  | 10  | 9   | 8   | 7   | 6   | 5   | 4   | 3   | 2   | 1   |

## Liste des participants
| Lotto-Adecco LOT | Lotto-Adecco LOT       | Lotto-Adecco LOT |
| ---------------- | ---------------------- | ---------------- |
| Num              | Coureur                | Pos              |
| 1                | Andreï Tchmil (BEL)    |                  |
| 2                | Mario Aerts (BEL)      |                  |
| 3                | Koen Beeckman (BEL)    |                  |
| 4                | Thierry Marichal (BEL) |                  |
| 5                | Paul Van Hyfte (BEL)   |                  |
| 6                | Kurt Van Lancker (BEL) |                  |
| 7                | Rik Verbrugghe (BEL)   |                  |
| 8                | Geert Verheyen (BEL)   |                  |

| AG2R Prévoyance A2R | AG2R Prévoyance A2R        | AG2R Prévoyance A2R |
| ------------------- | -------------------------- | ------------------- |
| Num                 | Coureur                    | Pos                 |
| 11                  | Jaan Kirsipuu (EST)        |                     |
| 12                  | Christophe Agnolutto (FRA) |                     |
| 13                  | Lauri Aus (EST)            |                     |
| 14                  | Stéphane Barthe (FRA)      |                     |
| 15                  | Pascal Chanteur (FRA)      |                     |
| 16                  | Andrei Kivilev (KAZ)       |                     |
| 17                  | Gilles Maignan (FRA)       |                     |
| 18                  | Benoît Salmon (FRA)        |                     |

| Amica Chips-Tacconi Sport ___ | Amica Chips-Tacconi Sport ___ | Amica Chips-Tacconi Sport ___ |
| ----------------------------- | ----------------------------- | ----------------------------- |
| Num                           | Coureur                       | Pos                           |
| 21                            | Ivan Basso (ITA)              |                               |
| 22                            | Vitali Kokorine (RUS)         |                               |
| 23                            | Pietro Caucchioli (ITA)       |                               |
| 24                            | Oscar Pozzi (ITA)             |                               |
| 25                            | Ruslan Ivanov (MDA)           |                               |
| 26                            | Diego Ferrari (ITA)           |                               |
| 27                            | Kurt Asle Arvesen (NOR)       |                               |
| 28                            | Giuseppe Palumbo (ITA)        |                               |

| Banesto BAN | Banesto BAN              | Banesto BAN |
| ----------- | ------------------------ | ----------- |
| Num         | Coureur                  | Pos         |
| 31          | Dariusz Baranowski (POL) |             |
| 32          | Tomasz Brożyna (POL)     |             |
| 33          | Alberto Benito (ESP)     |             |
| 34          | Francisco Mancebo (ESP)  |             |
| 35          | David Navas (ESP)        |             |
| 36          | Unai Osa (ESP)           |             |
| 37          | Leonardo Piepoli (ITA)   |             |
| 38          | Alex Zülle (SUI)         |             |

| Cantina Tollo-Regain CTA | Cantina Tollo-Regain CTA     | Cantina Tollo-Regain CTA |
| ------------------------ | ---------------------------- | ------------------------ |
| Num                      | Coureur                      | Pos                      |
| 41                       | Gabriele Colombo (ITA)       |                          |
| 42                       | Roberto Sgambelluri (ITA)    |                          |
| 43                       | Marco Antonio Di Renzo (ITA) |                          |
| 44                       | Alessandro Baronti (ITA)     |                          |
| 45                       | Massimo Giunti (ITA)         |                          |
| 46                       | Ruggero Marzoli (ITA)        |                          |
| 47                       | Paolo Bossoni (ITA)          |                          |
| 48                       | Guido Trenti (ITA)           |                          |

| Cofidis-Le Crédit par Téléphone COF | Cofidis-Le Crédit par Téléphone COF | Cofidis-Le Crédit par Téléphone COF |
| ----------------------------------- | ----------------------------------- | ----------------------------------- |
| Num                                 | Coureur                             | Pos                                 |
| 51                                  | Steve De Wolf (BEL)                 |                                     |
| 52                                  | Peter Farazijn (BEL)                |                                     |
| 53                                  | Philippe Gaumont (FRA)              |                                     |
| 54                                  | Massimiliano Lelli (ITA)            |                                     |
| 55                                  | Nico Mattan (BEL)                   |                                     |
| 56                                  | Chris Peers (BEL)                   |                                     |
| 57                                  | Jo Planckaert (BEL)                 |                                     |
| 58                                  | Frank Vandenbroucke (BEL)           |                                     |

| Farm Frites FAR | Farm Frites FAR         | Farm Frites FAR |
| --------------- | ----------------------- | --------------- |
| Num             | Coureur                 | Pos             |
| 61              | Geert Van Bondt (BEL)   |                 |
| 62              | Sergueï Ivanov (RUS)    |                 |
| 63              | Andreas Klier (GER)     |                 |
| 64              | Servais Knaven (NED)    |                 |
| 65              | Michel Lafis (SWE)      |                 |
| 66              | Wim Vansevenant (BEL)   |                 |
| 67              | Peter Van Petegem (BEL) |                 |
| 68              | Glenn Magnusson (SWE)   |                 |

| Fassa Bortolo FAS | Fassa Bortolo FAS         | Fassa Bortolo FAS |
| ----------------- | ------------------------- | ----------------- |
| Num               | Coureur                   | Pos               |
| 71                | Fabio Baldato (ITA)       |                   |
| 72                | Wladimir Belli (ITA)      |                   |
| 73                | Andrea Ferrigato (ITA)    |                   |
| 74                | Dimitri Konyshev (RUS)    |                   |
| 75                | Nicola Loda (ITA)         |                   |
| 76                | Luca Mazzanti (ITA)       |                   |
| 77                | Alessandro Petacchi (ITA) |                   |
| 78                | Matteo Tosatto (ITA)      |                   |

| Festina FES | Festina FES              | Festina FES |
| ----------- | ------------------------ | ----------- |
| Num         | Coureur                  | Pos         |
| 81          | Joseba Beloki (ESP)      |             |
| 82          | David Clinger (USA)      |             |
| 83          | Giuseppe Di Grande (ITA) |             |
| 84          | Jaime Hernández (ESP)    |             |
| 85          | Rolf Huser (SUI)         |             |
| 86          | Fabian Jeker (SUI)       |             |
| 87          | Jonathan Hall (AUS)      |             |
| 88          | David Plaza (ESP)        |             |

| Kelme-Costa Blanca KEL | Kelme-Costa Blanca KEL         | Kelme-Costa Blanca KEL |
| ---------------------- | ------------------------------ | ---------------------- |
| Num                    | Coureur                        | Pos                    |
| 91                     | Óscar Sevilla (ESP)            |                        |
| 92                     | Francisco Cabello (ESP)        |                        |
| 93                     | Francisco León Mane (ESP)      |                        |
| 94                     | José Enrique Gutiérrez (ESP)   |                        |
| 95                     | José Javier Gómez (ESP)        |                        |
| 96                     | Javier Pascual Rodríguez (ESP) |                        |
| 97                     | Javier Pascual Llorente (ESP)  |                        |
| 98                     | Rubén Galván (ESP)             |                        |

| La Française des jeux FDJ | La Française des jeux FDJ | La Française des jeux FDJ |
| ------------------------- | ------------------------- | ------------------------- |
| Num                       | Coureur                   | Pos                       |
| 101                       | Stéphane Heulot (FRA)     |                           |
| 102                       | Frank Høj (DEN)           |                           |
| 103                       | Frédéric Guesdon (FRA)    |                           |
| 104                       | Xavier Jan (FRA)          |                           |
| 105                       | Bradley McGee (AUS)       |                           |
| 106                       | Christophe Mengin (FRA)   |                           |
| 107                       | Lars Michaelsen (DEN)     |                           |
| 108                       | Franck Perque (FRA)       |                           |

| Lampre-Daikin LAM | Lampre-Daikin LAM        | Lampre-Daikin LAM |
| ----------------- | ------------------------ | ----------------- |
| Num               | Coureur                  | Pos               |
| 111               | Oscar Camenzind (SUI)    |                   |
| 112               | Franco Ballerini (ITA)   |                   |
| 113               | Gabriele Missaglia (ITA) |                   |
| 114               | Robert Hunter (RSA)      |                   |
| 115               | Marco Serpellini (ITA)   |                   |
| 116               | Zbigniew Spruch (POL)    |                   |
| 117               | Ján Svorada (CZE)        |                   |
| 118               | Johan Verstrepen (BEL)   |                   |

| Liquigas-Pata ___ | Liquigas-Pata ___            | Liquigas-Pata ___ |
| ----------------- | ---------------------------- | ----------------- |
| Num               | Coureur                      | Pos               |
| 121               | Davide Rebellin (ITA)        |                   |
| 122               | Marco Zanotti (ITA)          |                   |
| 123               | Fausto Dotti (ITA)           |                   |
| 124               | Ellis Rastelli (ITA)         |                   |
| 125               | Cristian Salvato (ITA)       |                   |
| 126               | Alessandro Spezialetti (ITA) |                   |
| 127               | Denis Zanette (ITA)          |                   |
| 128               | Giancarlo Raimondi (ITA)     |                   |

| Mapei-Quick Step MAP | Mapei-Quick Step MAP   | Mapei-Quick Step MAP |
| -------------------- | ---------------------- | -------------------- |
| Num                  | Coureur                | Pos                  |
| 131                  | Michele Bartoli (ITA)  |                      |
| 132                  | Paolo Bettini (ITA)    |                      |
| 133                  | Óscar Freire (ESP)     |                      |
| 134                  | Johan Museeuw (BEL)    |                      |
| 135                  | Wilfried Peeters (BEL) |                      |
| 136                  | Paolo Fornaciari (ITA) |                      |
| 137                  | Andrea Tafi (ITA)      |                      |
| 138                  | Stefano Zanini (ITA)   |                      |

| Memory Card-Jack & Jones MCJ | Memory Card-Jack & Jones MCJ | Memory Card-Jack & Jones MCJ |
| ---------------------------- | ---------------------------- | ---------------------------- |
| Num                          | Coureur                      | Pos                          |
| 141                          | Tristan Hoffman (NED)        |                              |
| 142                          | Bo Hamburger (DEN)           |                              |
| 143                          | Martin Rittsel (SWE)         |                              |
| 145                          | Jesper Skibby (DEN)          |                              |
| 146                          | Allan Johansen (DEN)         |                              |
| 147                          | Frank Corvers (BEL)          |                              |
| 148                          | René Jørgensen (DEN)         |                              |

| Mercatone Uno-Albacom ___ | Mercatone Uno-Albacom ___ | Mercatone Uno-Albacom ___ |
| ------------------------- | ------------------------- | ------------------------- |
| Num                       | Coureur                   | Pos                       |
| 151                       | Ermanno Brignoli (ITA)    |                           |
| 152                       | Michele Coppolillo (ITA)  |                           |
| 153                       | Fabiano Fontanelli (ITA)  |                           |
| 154                       | Riccardo Forconi (ITA)    |                           |
| 155                       | Stefano Garzelli (ITA)    |                           |
| 156                       | Marcello Siboni (ITA)     |                           |
| 157                       | Marco Velo (ITA)          |                           |
| 158                       | Enrico Zaina (ITA)        |                           |

| Mobilvetta-Rossin ___ | Mobilvetta-Rossin ___    | Mobilvetta-Rossin ___ |
| --------------------- | ------------------------ | --------------------- |
| Num                   | Coureur                  | Pos                   |
| 161                   | Mirko Gualdi (ITA)       |                       |
| 162                   | Evgueni Berzin (RUS)     |                       |
| 163                   | Milan Kadlec (CZE)       |                       |
| 164                   | Sergei Lelekin (RUS)     |                       |
| 165                   | Filippo Baldo (ITA)      |                       |
| 166                   | Ivan Quaranta (ITA)      |                       |
| 167                   | Graziano Recinella (ITA) |                       |
| 168                   | Michele Gobbi (ITA)      |                       |

| ONCE-Deutsche Bank ONC | ONCE-Deutsche Bank ONC  | ONCE-Deutsche Bank ONC |
| ---------------------- | ----------------------- | ---------------------- |
| Num                    | Coureur                 | Pos                    |
| 171                    | Íñigo Cuesta (ESP)      |                        |
| 172                    | Rafael Díaz Justo (ESP) |                        |
| 173                    | David Etxebarria (ESP)  |                        |
| 174                    | Marcelino García (ESP)  |                        |
| 175                    | Laurent Jalabert (FRA)  |                        |
| 176                    | Nicolas Jalabert (FRA)  |                        |
| 177                    | Mikel Zarrabeitia (ESP) |                        |
| 178                    | Abraham Olano (ESP)     |                        |

| Polti PLT | Polti PLT              | Polti PLT |
| --------- | ---------------------- | --------- |
| Num       | Coureur                | Pos       |
| 181       | Pascal Hervé (FRA)     |           |
| 182       | Rossano Brasi (ITA)    |           |
| 183       | Enrico Cassani (ITA)   |           |
| 184       | Mirko Celestino (ITA)  |           |
| 185       | Eddy Mazzoleni (ITA)   |           |
| 186       | Fabio Sacchi (ITA)     |           |
| 187       | Richard Virenque (FRA) |           |
| 188       | Bart Voskamp (NED)     |           |

| Rabobank RAB | Rabobank RAB             | Rabobank RAB |
| ------------ | ------------------------ | ------------ |
| Num          | Coureur                  | Pos          |
| 191          | Jan Boven (NED)          |              |
| 192          | Steven de Jongh (NED)    |              |
| 193          | Maarten den Bakker (NED) |              |
| 194          | Karsten Kroon (NED)      |              |
| 195          | Rolf Sørensen (DEN)      |              |
| 196          | Léon van Bon (NED)       |              |
| 197          | Marc Wauters (BEL)       |              |
| 198          | Markus Zberg (SUI)       |              |

| Saeco-Valli & Valli SAE | Saeco-Valli & Valli SAE   | Saeco-Valli & Valli SAE |
| ----------------------- | ------------------------- | ----------------------- |
| Num                     | Coureur                   | Pos                     |
| 201                     | Mario Cipollini (ITA)     |                         |
| 202                     | Salvatore Commesso (ITA)  |                         |
| 203                     | Alessio Galletti (ITA)    |                         |
| 204                     | Massimiliano Mori (ITA)   |                         |
| 205                     | Pavel Padrnos (CZE)       |                         |
| 206                     | Giuseppe Calcaterra (ITA) |                         |
| 207                     | Paolo Savoldelli (ITA)    |                         |
| 208                     | Mario Scirea (ITA)        |                         |

| Deutsche Telekom TEL | Deutsche Telekom TEL       | Deutsche Telekom TEL |
| -------------------- | -------------------------- | -------------------- |
| Num                  | Coureur                    | Pos                  |
| 211                  | Rolf Aldag (GER)           |                      |
| 212                  | Alberto Elli (ITA)         |                      |
| 213                  | Gian Matteo Fagnini (ITA)  |                      |
| 214                  | Kai Hundertmarck (GER)     |                      |
| 215                  | Jan Schaffrath (GER)       |                      |
| 216                  | Alexandre Vinokourov (KAZ) |                      |
| 217                  | Steffen Wesemann (GER)     |                      |
| 218                  | Erik Zabel (GER)           |                      |

| US Postal Service USP | US Postal Service USP    | US Postal Service USP |
| --------------------- | ------------------------ | --------------------- |
| Num                   | Coureur                  | Pos                   |
| 221                   | Lance Armstrong (USA)    |                       |
| 222                   | Frankie Andreu (USA)     |                       |
| 223                   | Julian Dean (NZL)        |                       |
| 224                   | Viatcheslav Ekimov (RUS) |                       |
| 225                   | George Hincapie (USA)    |                       |
| 226                   | Benoît Joachim (LUX)     |                       |
| 227                   | Cédric Vasseur (FRA)     |                       |
| 228                   | Stive Vermaut (BEL)      |                       |

| Vini Caldirola-Sidermec ___ | Vini Caldirola-Sidermec ___ | Vini Caldirola-Sidermec ___ |
| --------------------------- | --------------------------- | --------------------------- |
| Num                         | Coureur                     | Pos                         |
| 231                         | Francesco Casagrande (ITA)  |                             |
| 232                         | Romāns Vainšteins (LAT)     |                             |
| 233                         | Mauro Gianetti (SUI)        |                             |
| 234                         | Gianluca Bortolami (ITA)    |                             |
| 235                         | Marco Milesi (ITA)          |                             |
| 236                         | Matthew White (AUS)         |                             |
| 237                         | Massimo Apollonio (ITA)     |                             |
| 238                         | Mauro Radaelli (ITA)        |                             |

| Vitalicio Seguros-Grupo Generali VIT | Vitalicio Seguros-Grupo Generali VIT | Vitalicio Seguros-Grupo Generali VIT |
| ------------------------------------ | ------------------------------------ | ------------------------------------ |
| Num                                  | Coureur                              | Pos                                  |
| 241                                  | Elio Aggiano (ITA)                   |                                      |
| 242                                  | Francisco Cerezo (ESP)               |                                      |
| 243                                  | Juan Carlos Domínguez (ESP)          |                                      |
| 244                                  | Pedro Horrillo (ESP)                 |                                      |
| 245                                  | Víctor Hugo Peña (COL)               |                                      |
| 246                                  | José Luis Rebollo (ESP)              |                                      |
| 247                                  | Luis Pérez Rodríguez (ESP)           |                                      |
| 248                                  | Jan Hruška (CZE)                     |                                      |

| Lotto-Adecco LOT | Lotto-Adecco LOT       | Lotto-Adecco LOT |
| ---------------- | ---------------------- | ---------------- |
| Num              | Coureur                | Pos              |
| 1                | Andreï Tchmil (BEL)    |                  |
| 2                | Mario Aerts (BEL)      |                  |
| 3                | Koen Beeckman (BEL)    |                  |
| 4                | Thierry Marichal (BEL) |                  |
| 5                | Paul Van Hyfte (BEL)   |                  |
| 6                | Kurt Van Lancker (BEL) |                  |
| 7                | Rik Verbrugghe (BEL)   |                  |
| 8                | Geert Verheyen (BEL)   |                  |

| AG2R Prévoyance A2R | AG2R Prévoyance A2R        | AG2R Prévoyance A2R |
| ------------------- | -------------------------- | ------------------- |
| Num                 | Coureur                    | Pos                 |
| 11                  | Jaan Kirsipuu (EST)        |                     |
| 12                  | Christophe Agnolutto (FRA) |                     |
| 13                  | Lauri Aus (EST)            |                     |
| 14                  | Stéphane Barthe (FRA)      |                     |
| 15                  | Pascal Chanteur (FRA)      |                     |
| 16                  | Andrei Kivilev (KAZ)       |                     |
| 17                  | Gilles Maignan (FRA)       |                     |
| 18                  | Benoît Salmon (FRA)        |                     |

| Amica Chips-Tacconi Sport ___ | Amica Chips-Tacconi Sport ___ | Amica Chips-Tacconi Sport ___ |
| ----------------------------- | ----------------------------- | ----------------------------- |
| Num                           | Coureur                       | Pos                           |
| 21                            | Ivan Basso (ITA)              |                               |
| 22                            | Vitali Kokorine (RUS)         |                               |
| 23                            | Pietro Caucchioli (ITA)       |                               |
| 24                            | Oscar Pozzi (ITA)             |                               |
| 25                            | Ruslan Ivanov (MDA)           |                               |
| 26                            | Diego Ferrari (ITA)           |                               |
| 27                            | Kurt Asle Arvesen (NOR)       |                               |
| 28                            | Giuseppe Palumbo (ITA)        |                               |

| Banesto BAN | Banesto BAN              | Banesto BAN |
| ----------- | ------------------------ | ----------- |
| Num         | Coureur                  | Pos         |
| 31          | Dariusz Baranowski (POL) |             |
| 32          | Tomasz Brożyna (POL)     |             |
| 33          | Alberto Benito (ESP)     |             |
| 34          | Francisco Mancebo (ESP)  |             |
| 35          | David Navas (ESP)        |             |
| 36          | Unai Osa (ESP)           |             |
| 37          | Leonardo Piepoli (ITA)   |             |
| 38          | Alex Zülle (SUI)         |             |

| Cantina Tollo-Regain CTA | Cantina Tollo-Regain CTA     | Cantina Tollo-Regain CTA |
| ------------------------ | ---------------------------- | ------------------------ |
| Num                      | Coureur                      | Pos                      |
| 41                       | Gabriele Colombo (ITA)       |                          |
| 42                       | Roberto Sgambelluri (ITA)    |                          |
| 43                       | Marco Antonio Di Renzo (ITA) |                          |
| 44                       | Alessandro Baronti (ITA)     |                          |
| 45                       | Massimo Giunti (ITA)         |                          |
| 46                       | Ruggero Marzoli (ITA)        |                          |
| 47                       | Paolo Bossoni (ITA)          |                          |
| 48                       | Guido Trenti (ITA)           |                          |

| Cofidis-Le Crédit par Téléphone COF | Cofidis-Le Crédit par Téléphone COF | Cofidis-Le Crédit par Téléphone COF |
| ----------------------------------- | ----------------------------------- | ----------------------------------- |
| Num                                 | Coureur                             | Pos                                 |
| 51                                  | Steve De Wolf (BEL)                 |                                     |
| 52                                  | Peter Farazijn (BEL)                |                                     |
| 53                                  | Philippe Gaumont (FRA)              |                                     |
| 54                                  | Massimiliano Lelli (ITA)            |                                     |
| 55                                  | Nico Mattan (BEL)                   |                                     |
| 56                                  | Chris Peers (BEL)                   |                                     |
| 57                                  | Jo Planckaert (BEL)                 |                                     |
| 58                                  | Frank Vandenbroucke (BEL)           |                                     |

| Farm Frites FAR | Farm Frites FAR         | Farm Frites FAR |
| --------------- | ----------------------- | --------------- |
| Num             | Coureur                 | Pos             |
| 61              | Geert Van Bondt (BEL)   |                 |
| 62              | Sergueï Ivanov (RUS)    |                 |
| 63              | Andreas Klier (GER)     |                 |
| 64              | Servais Knaven (NED)    |                 |
| 65              | Michel Lafis (SWE)      |                 |
| 66              | Wim Vansevenant (BEL)   |                 |
| 67              | Peter Van Petegem (BEL) |                 |
| 68              | Glenn Magnusson (SWE)   |                 |

| Fassa Bortolo FAS | Fassa Bortolo FAS         | Fassa Bortolo FAS |
| ----------------- | ------------------------- | ----------------- |
| Num               | Coureur                   | Pos               |
| 71                | Fabio Baldato (ITA)       |                   |
| 72                | Wladimir Belli (ITA)      |                   |
| 73                | Andrea Ferrigato (ITA)    |                   |
| 74                | Dimitri Konyshev (RUS)    |                   |
| 75                | Nicola Loda (ITA)         |                   |
| 76                | Luca Mazzanti (ITA)       |                   |
| 77                | Alessandro Petacchi (ITA) |                   |
| 78                | Matteo Tosatto (ITA)      |                   |

| Festina FES | Festina FES              | Festina FES |
| ----------- | ------------------------ | ----------- |
| Num         | Coureur                  | Pos         |
| 81          | Joseba Beloki (ESP)      |             |
| 82          | David Clinger (USA)      |             |
| 83          | Giuseppe Di Grande (ITA) |             |
| 84          | Jaime Hernández (ESP)    |             |
| 85          | Rolf Huser (SUI)         |             |
| 86          | Fabian Jeker (SUI)       |             |
| 87          | Jonathan Hall (AUS)      |             |
| 88          | David Plaza (ESP)        |             |

| Kelme-Costa Blanca KEL | Kelme-Costa Blanca KEL         | Kelme-Costa Blanca KEL |
| ---------------------- | ------------------------------ | ---------------------- |
| Num                    | Coureur                        | Pos                    |
| 91                     | Óscar Sevilla (ESP)            |                        |
| 92                     | Francisco Cabello (ESP)        |                        |
| 93                     | Francisco León Mane (ESP)      |                        |
| 94                     | José Enrique Gutiérrez (ESP)   |                        |
| 95                     | José Javier Gómez (ESP)        |                        |
| 96                     | Javier Pascual Rodríguez (ESP) |                        |
| 97                     | Javier Pascual Llorente (ESP)  |                        |
| 98                     | Rubén Galván (ESP)             |                        |

| La Française des jeux FDJ | La Française des jeux FDJ | La Française des jeux FDJ |
| ------------------------- | ------------------------- | ------------------------- |
| Num                       | Coureur                   | Pos                       |
| 101                       | Stéphane Heulot (FRA)     |                           |
| 102                       | Frank Høj (DEN)           |                           |
| 103                       | Frédéric Guesdon (FRA)    |                           |
| 104                       | Xavier Jan (FRA)          |                           |
| 105                       | Bradley McGee (AUS)       |                           |
| 106                       | Christophe Mengin (FRA)   |                           |
| 107                       | Lars Michaelsen (DEN)     |                           |
| 108                       | Franck Perque (FRA)       |                           |

| Lampre-Daikin LAM | Lampre-Daikin LAM        | Lampre-Daikin LAM |
| ----------------- | ------------------------ | ----------------- |
| Num               | Coureur                  | Pos               |
| 111               | Oscar Camenzind (SUI)    |                   |
| 112               | Franco Ballerini (ITA)   |                   |
| 113               | Gabriele Missaglia (ITA) |                   |
| 114               | Robert Hunter (RSA)      |                   |
| 115               | Marco Serpellini (ITA)   |                   |
| 116               | Zbigniew Spruch (POL)    |                   |
| 117               | Ján Svorada (CZE)        |                   |
| 118               | Johan Verstrepen (BEL)   |                   |

| Liquigas-Pata ___ | Liquigas-Pata ___            | Liquigas-Pata ___ |
| ----------------- | ---------------------------- | ----------------- |
| Num               | Coureur                      | Pos               |
| 121               | Davide Rebellin (ITA)        |                   |
| 122               | Marco Zanotti (ITA)          |                   |
| 123               | Fausto Dotti (ITA)           |                   |
| 124               | Ellis Rastelli (ITA)         |                   |
| 125               | Cristian Salvato (ITA)       |                   |
| 126               | Alessandro Spezialetti (ITA) |                   |
| 127               | Denis Zanette (ITA)          |                   |
| 128               | Giancarlo Raimondi (ITA)     |                   |

| Mapei-Quick Step MAP | Mapei-Quick Step MAP   | Mapei-Quick Step MAP |
| -------------------- | ---------------------- | -------------------- |
| Num                  | Coureur                | Pos                  |
| 131                  | Michele Bartoli (ITA)  |                      |
| 132                  | Paolo Bettini (ITA)    |                      |
| 133                  | Óscar Freire (ESP)     |                      |
| 134                  | Johan Museeuw (BEL)    |                      |
| 135                  | Wilfried Peeters (BEL) |                      |
| 136                  | Paolo Fornaciari (ITA) |                      |
| 137                  | Andrea Tafi (ITA)      |                      |
| 138                  | Stefano Zanini (ITA)   |                      |

| Memory Card-Jack & Jones MCJ | Memory Card-Jack & Jones MCJ | Memory Card-Jack & Jones MCJ |
| ---------------------------- | ---------------------------- | ---------------------------- |
| Num                          | Coureur                      | Pos                          |
| 141                          | Tristan Hoffman (NED)        |                              |
| 142                          | Bo Hamburger (DEN)           |                              |
| 143                          | Martin Rittsel (SWE)         |                              |
| 145                          | Jesper Skibby (DEN)          |                              |
| 146                          | Allan Johansen (DEN)         |                              |
| 147                          | Frank Corvers (BEL)          |                              |
| 148                          | René Jørgensen (DEN)         |                              |

| Mercatone Uno-Albacom ___ | Mercatone Uno-Albacom ___ | Mercatone Uno-Albacom ___ |
| ------------------------- | ------------------------- | ------------------------- |
| Num                       | Coureur                   | Pos                       |
| 151                       | Ermanno Brignoli (ITA)    |                           |
| 152                       | Michele Coppolillo (ITA)  |                           |
| 153                       | Fabiano Fontanelli (ITA)  |                           |
| 154                       | Riccardo Forconi (ITA)    |                           |
| 155                       | Stefano Garzelli (ITA)    |                           |
| 156                       | Marcello Siboni (ITA)     |                           |
| 157                       | Marco Velo (ITA)          |                           |
| 158                       | Enrico Zaina (ITA)        |                           |

| Mobilvetta-Rossin ___ | Mobilvetta-Rossin ___    | Mobilvetta-Rossin ___ |
| --------------------- | ------------------------ | --------------------- |
| Num                   | Coureur                  | Pos                   |
| 161                   | Mirko Gualdi (ITA)       |                       |
| 162                   | Evgueni Berzin (RUS)     |                       |
| 163                   | Milan Kadlec (CZE)       |                       |
| 164                   | Sergei Lelekin (RUS)     |                       |
| 165                   | Filippo Baldo (ITA)      |                       |
| 166                   | Ivan Quaranta (ITA)      |                       |
| 167                   | Graziano Recinella (ITA) |                       |
| 168                   | Michele Gobbi (ITA)      |                       |

| ONCE-Deutsche Bank ONC | ONCE-Deutsche Bank ONC  | ONCE-Deutsche Bank ONC |
| ---------------------- | ----------------------- | ---------------------- |
| Num                    | Coureur                 | Pos                    |
| 171                    | Íñigo Cuesta (ESP)      |                        |
| 172                    | Rafael Díaz Justo (ESP) |                        |
| 173                    | David Etxebarria (ESP)  |                        |
| 174                    | Marcelino García (ESP)  |                        |
| 175                    | Laurent Jalabert (FRA)  |                        |
| 176                    | Nicolas Jalabert (FRA)  |                        |
| 177                    | Mikel Zarrabeitia (ESP) |                        |
| 178                    | Abraham Olano (ESP)     |                        |

| Polti PLT | Polti PLT              | Polti PLT |
| --------- | ---------------------- | --------- |
| Num       | Coureur                | Pos       |
| 181       | Pascal Hervé (FRA)     |           |
| 182       | Rossano Brasi (ITA)    |           |
| 183       | Enrico Cassani (ITA)   |           |
| 184       | Mirko Celestino (ITA)  |           |
| 185       | Eddy Mazzoleni (ITA)   |           |
| 186       | Fabio Sacchi (ITA)     |           |
| 187       | Richard Virenque (FRA) |           |
| 188       | Bart Voskamp (NED)     |           |

| Rabobank RAB | Rabobank RAB             | Rabobank RAB |
| ------------ | ------------------------ | ------------ |
| Num          | Coureur                  | Pos          |
| 191          | Jan Boven (NED)          |              |
| 192          | Steven de Jongh (NED)    |              |
| 193          | Maarten den Bakker (NED) |              |
| 194          | Karsten Kroon (NED)      |              |
| 195          | Rolf Sørensen (DEN)      |              |
| 196          | Léon van Bon (NED)       |              |
| 197          | Marc Wauters (BEL)       |              |
| 198          | Markus Zberg (SUI)       |              |

| Saeco-Valli & Valli SAE | Saeco-Valli & Valli SAE   | Saeco-Valli & Valli SAE |
| ----------------------- | ------------------------- | ----------------------- |
| Num                     | Coureur                   | Pos                     |
| 201                     | Mario Cipollini (ITA)     |                         |
| 202                     | Salvatore Commesso (ITA)  |                         |
| 203                     | Alessio Galletti (ITA)    |                         |
| 204                     | Massimiliano Mori (ITA)   |                         |
| 205                     | Pavel Padrnos (CZE)       |                         |
| 206                     | Giuseppe Calcaterra (ITA) |                         |
| 207                     | Paolo Savoldelli (ITA)    |                         |
| 208                     | Mario Scirea (ITA)        |                         |

| Deutsche Telekom TEL | Deutsche Telekom TEL       | Deutsche Telekom TEL |
| -------------------- | -------------------------- | -------------------- |
| Num                  | Coureur                    | Pos                  |
| 211                  | Rolf Aldag (GER)           |                      |
| 212                  | Alberto Elli (ITA)         |                      |
| 213                  | Gian Matteo Fagnini (ITA)  |                      |
| 214                  | Kai Hundertmarck (GER)     |                      |
| 215                  | Jan Schaffrath (GER)       |                      |
| 216                  | Alexandre Vinokourov (KAZ) |                      |
| 217                  | Steffen Wesemann (GER)     |                      |
| 218                  | Erik Zabel (GER)           |                      |

| US Postal Service USP | US Postal Service USP    | US Postal Service USP |
| --------------------- | ------------------------ | --------------------- |
| Num                   | Coureur                  | Pos                   |
| 221                   | Lance Armstrong (USA)    |                       |
| 222                   | Frankie Andreu (USA)     |                       |
| 223                   | Julian Dean (NZL)        |                       |
| 224                   | Viatcheslav Ekimov (RUS) |                       |
| 225                   | George Hincapie (USA)    |                       |
| 226                   | Benoît Joachim (LUX)     |                       |
| 227                   | Cédric Vasseur (FRA)     |                       |
| 228                   | Stive Vermaut (BEL)      |                       |

| Vini Caldirola-Sidermec ___ | Vini Caldirola-Sidermec ___ | Vini Caldirola-Sidermec ___ |
| --------------------------- | --------------------------- | --------------------------- |
| Num                         | Coureur                     | Pos                         |
| 231                         | Francesco Casagrande (ITA)  |                             |
| 232                         | Romāns Vainšteins (LAT)     |                             |
| 233                         | Mauro Gianetti (SUI)        |                             |
| 234                         | Gianluca Bortolami (ITA)    |                             |
| 235                         | Marco Milesi (ITA)          |                             |
| 236                         | Matthew White (AUS)         |                             |
| 237                         | Massimo Apollonio (ITA)     |                             |
| 238                         | Mauro Radaelli (ITA)        |                             |

| Vitalicio Seguros-Grupo Generali VIT | Vitalicio Seguros-Grupo Generali VIT | Vitalicio Seguros-Grupo Generali VIT |
| ------------------------------------ | ------------------------------------ | ------------------------------------ |
| Num                                  | Coureur                              | Pos                                  |
| 241                                  | Elio Aggiano (ITA)                   |                                      |
| 242                                  | Francisco Cerezo (ESP)               |                                      |
| 243                                  | Juan Carlos Domínguez (ESP)          |                                      |
| 244                                  | Pedro Horrillo (ESP)                 |                                      |
| 245                                  | Víctor Hugo Peña (COL)               |                                      |
| 246                                  | José Luis Rebollo (ESP)              |                                      |
| 247                                  | Luis Pérez Rodríguez (ESP)           |                                      |
| 248                                  | Jan Hruška (CZE)                     |                                      |